# الكوكب الخامس (كوكب افتراضي)

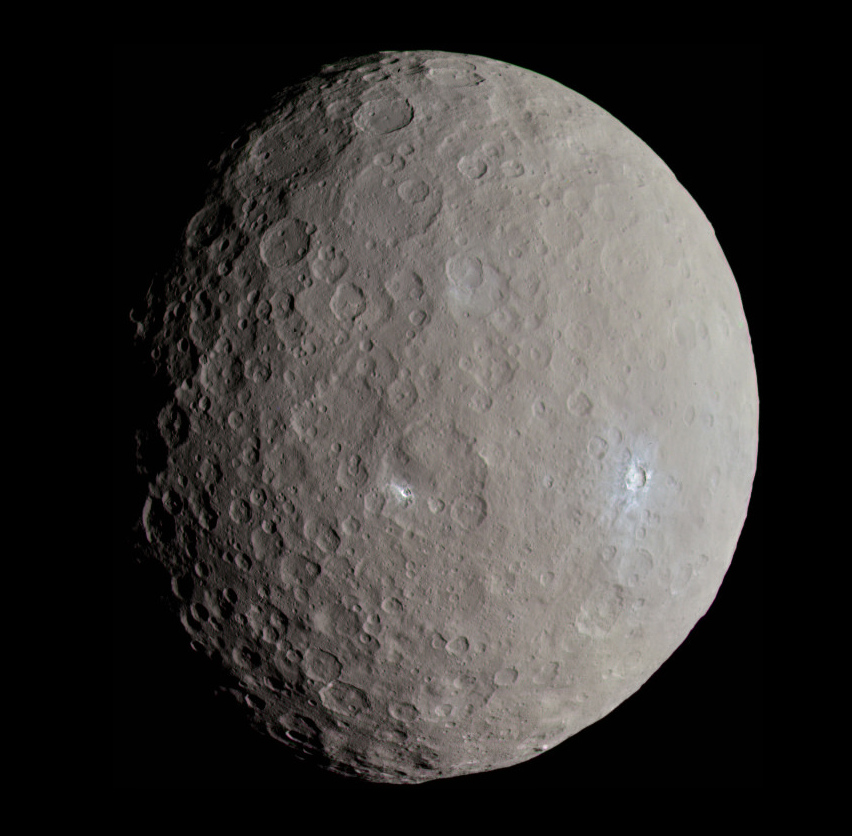
سيريس، الكوكب القزم الوحيد في حزام الكويكبات، تم تصنيفه في وقت ما على أنه كوكب.

في تاريخ علم الفلك، اعتُبرت بعض أجرام النظام الشمسي على أنها الكوكب الخامس من الشمس. المستند إلى التعريف الحالي للكوكب، يُضم كوكب المشتري باعتباره الخامس.
افترضت فرضيات مختلفة وجود كوكب خامس سابقًا، وهو الآن مُدمر، لتفسير خصائص مختلفة للنظام الشمسي الداخلي.

## الفرضيات
هناك ثلاث أفكار رئيسية تتعلق بالكواكب الافتراضية بين المريخ والمشتري.

### الكويكبات
تم اكتشاف الكويكبات التي اعتبرت كواكب خلال أوائل القرن التاسع عشر. استُحدث كوكب المشتري سادس كوكب مع المكتشف له هو سيريس في عام 1801. وتسارعت الإكتشافات الثلاثة كويكبات أخرى هي بالاس (1802) وجونو (1804) وفيستا (1807). بعدها تم اعتبارهم كواكب منفصلة ، مع العلم  أنهم يتشاركون في مدار كما هو محدد في قانون تيتيوس بود. بين عامي 1845 و 1851 ، تم اكتشاف أحد عشر كويكبًا إضافيًا وأصبح كوكب المشتري الكوكب العشرين. في هذه الفترة ، بدأ علماء الفلك في توزيع الكويكبات على أنها كواكب صغيرة. بعد إعادة تفريد الكويكبات في مجموعتهم ، أصبح كوكب المشتري هو الكوكب الخامس مرة أخرى. مع إعادة تعريف المصطلح الكوكب في أغسطس 2006، اِتضح أن سيريس الآن هو كوكب قزم.

### نظرية الاضطراب
تقترح نظرية الاضطراب أن الكوكب الذي تم وضعه بين المريخ والمشتري قد تم تدميره ، مما أدى إلى وجود حزام الكويكبات بين هذه الكواكب. أطلق العلماء في القرن العشرين على هذا الكوكب الافتراضي اسم «فايتون». اليوم ، تم تجاهل فرضية فايتون ، التي حل محلها نموذج التراكم ، من قبل المجتمع العلمي. ومع ذلك ، فإن بعض العلماء المهمشين يعتبرون هذه النظرية موثوقة وحتى مشابه لها.

### نظرية الكوكب الخامس
اعتماداً إلى عمليات المحاكاة ، أبدى عالما الفضاء في ناسا جون تشامبرز وجاك ليساور رأيه في وجود كوكب بين المريخ وحزام الكويكبات ، يدور في مدار غريب الأطوار وغير ثابت على التوالي ، منذ 4 مليارات سنة. إنهم يربطون هذا الكوكب ، الذي يسمونه الكوكب الخامس ، واختفائه مع حلقة الهدم الثقيل المتأخر في عصر الهديون. يريا تشامبرز وليساور أيضًا أن هذا الكوكب الخامس على الأغلب  ادركه المطاف في الشمس. على عكس الكوكب الخامس لنظرية عدم التوازن ، فإن «الكوكب الخامس» ليس له اليد في إنشاء حزام الكويكبات.

## خامس كوكب في الخيال
كان المعتقد الكوكب الخامس الذي تم تحطيمه  لعمل رابط الكويكبات، كما في نظرية الاضطراب، مفهومًا رائجاً في الخيال.